# Fosse no 3 des mines de l'Escarpelle
La fosse no 3 de la Compagnie des mines de l'Escarpelle est un ancien charbonnage du Bassin minier du Nord-Pas-de-Calais, situé à Flers-en-Escrebieux. Le fonçage commence dans le hameau de Pont-de-la-Deûle en 1856, six ans après le début des travaux à la fosse no 2 et neuf ans après ceux de la première fosse. La fosse no 3 bénéficie d'une situation exceptionnelle pour l'expédition de ses produits, elle est située à proximité immédiate du canal de la Deûle et de la ligne de Paris-Nord à Lille. Mais cette proximité a également entraîné d’énormes venues d'eau lors du fonçage du puits. La fosse entre en exploitation en juillet 1859.
Le cuvelage en bois laissant passer trop d'eau, une chemise en fonte est mise en place en 1876. La fosse, détruite pendant la Première Guerre mondiale est reconstruite, mais en 1922, elle cesse d'extraire et assure l'aérage des fosses nos 5 et 9 jusqu'en 1972, date à laquelle la fosse ferme, le puits est remblayé en 1975 et le chevalement abattu la même année.
Bien que la fosse ait été détruite, il reste les bâtiments des ateliers centraux, installés sur le carreau de fosse. Le canal construit par la Compagnie a été remblayé lors de la construction de l'autoroute A21.

## La fosse

### Fonçage
Le puits de la fosse no 3 est commencée en mai 1856 à Pont-de-la-Deûle, un quartier de Flers-en-Escrebieux, les premiers travaux ont commencé en 1855. Le diamètre du puits de 3,80 mètres permet d'utiliser des cages à deux berlines par étages. Le creusement présente de sérieuses difficultés à travers les terrains tertiaires et les marnes fendillées jusqu'à la profondeur de 20,62 mètres. L'épuisement des eaux exige l'emploi de quatre pompes de cinquante centimètres, marchant à douze coups par minute. Le terrain houiller est rencontré à 216 mètres. Le passage du niveau est difficile. Les 75 premiers mètres ont demandé neuf mois de travail afin d'épuiser l'eau. La fosse no 3 a coûté 996 393,85 francs, soit plus de 200 000 francs que les fosses précédentes,.

### Exploitation
Terminée fin 1858 à 290 mètres avec des accrochages établis à 245 et 286 mètres, la fosse no 3 entre en exploitation en juillet 1859 en extrayant le charbon de la veine Sainte Barbe puissante d'un mètre. Le puits est approfondi à 450 mètres en 1874. Le 30 janvier 1875, cinq hommes qui descendait assis dans une berline sont précipités au fond du puits. Le cuvelage en bois laissant passer beaucoup d'eau, une chemise en fonte est mise à l'intérieur en 1876.
La fosse est anéantie en octobre 1918 ; elle sert encore à l'extraction jusqu'en 1922, puis à l'aérage des fosses nos 5 et 9 de l'Escarpelle, respectivement situées 1 000 mètres au sud-sud-est et 1 795 mètres au nord-est. Elle cesse son activité en 1972. Le puits profond de 545 mètres est remblayé en août 1975 et le chevalement abattu en fin d'année. La production totale est de 4 029 246 tonnes de charbon gras et demi gras.

### Reconversion
Au début du XXIe siècle, Charbonnages de France matérialise la tête de puits. Le BRGM y effectue des inspections chaque année.

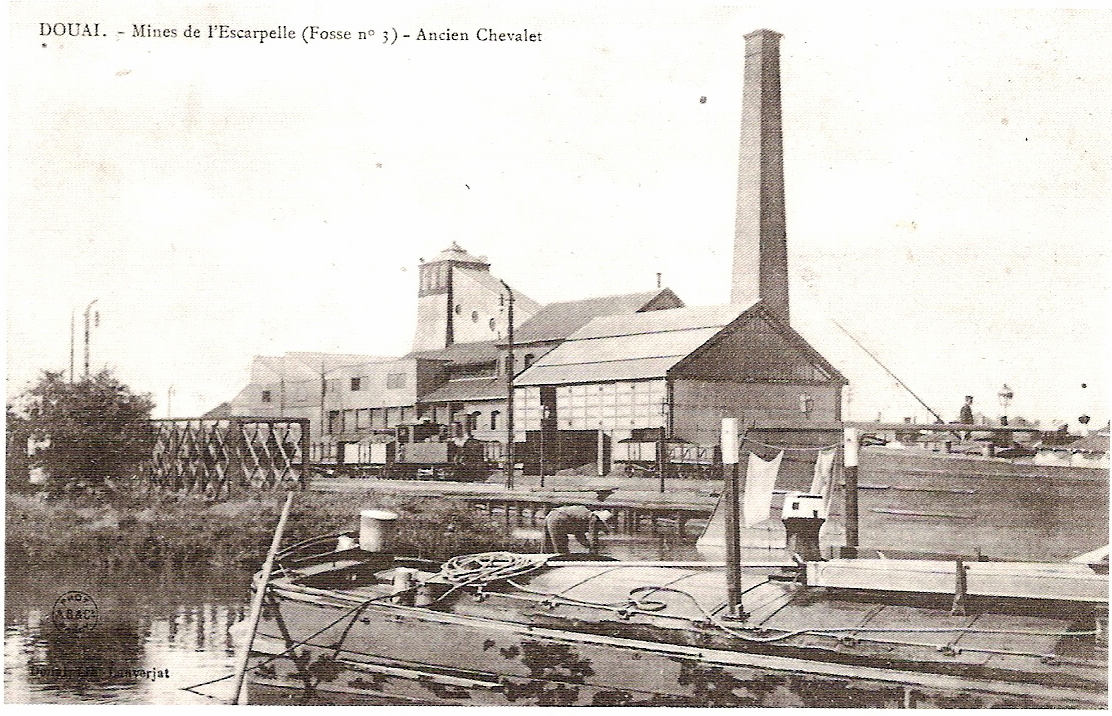
La fosse no 3 vers 1900.
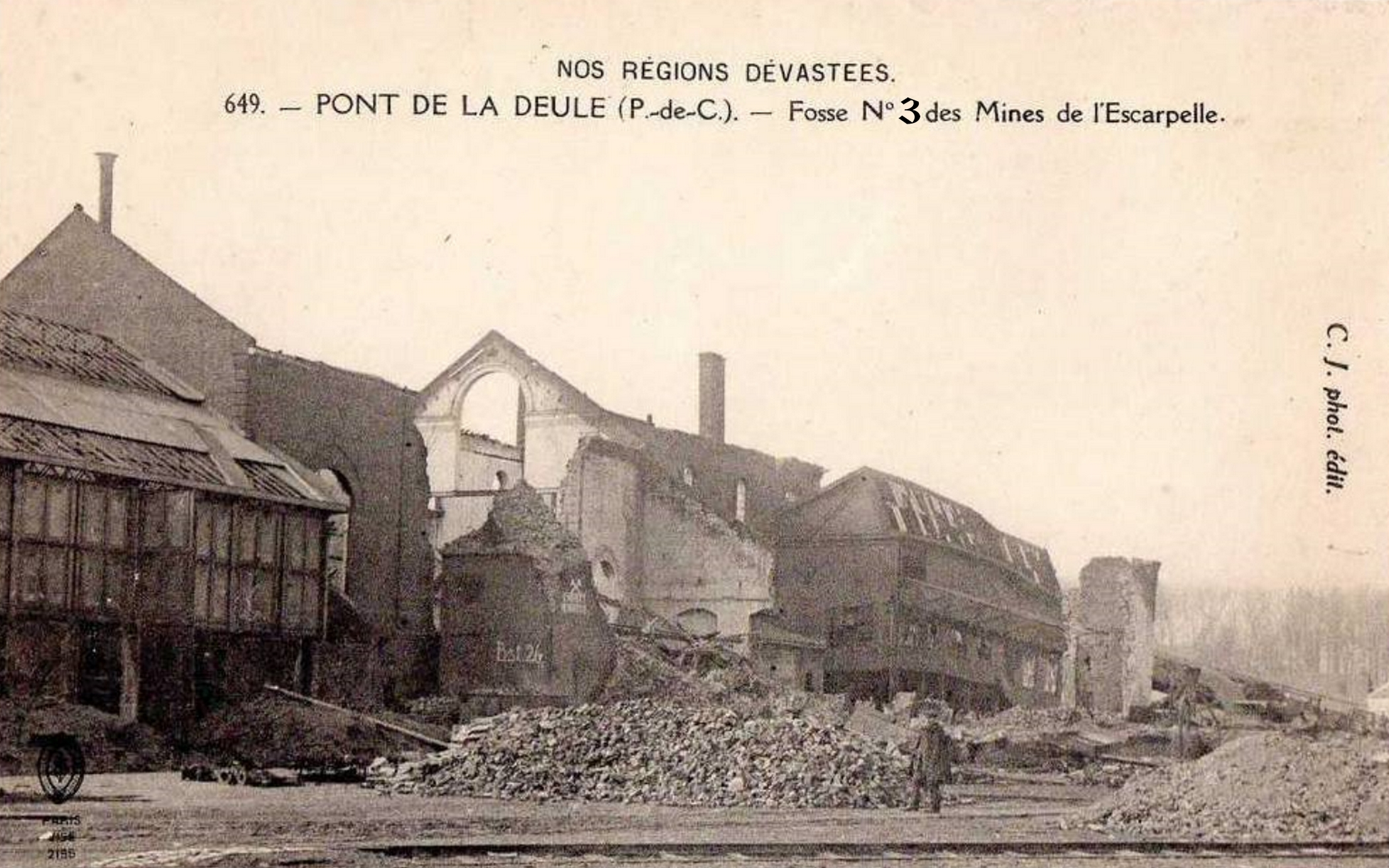
La fosse no 3 détruite durant la Première Guerre mondiale.
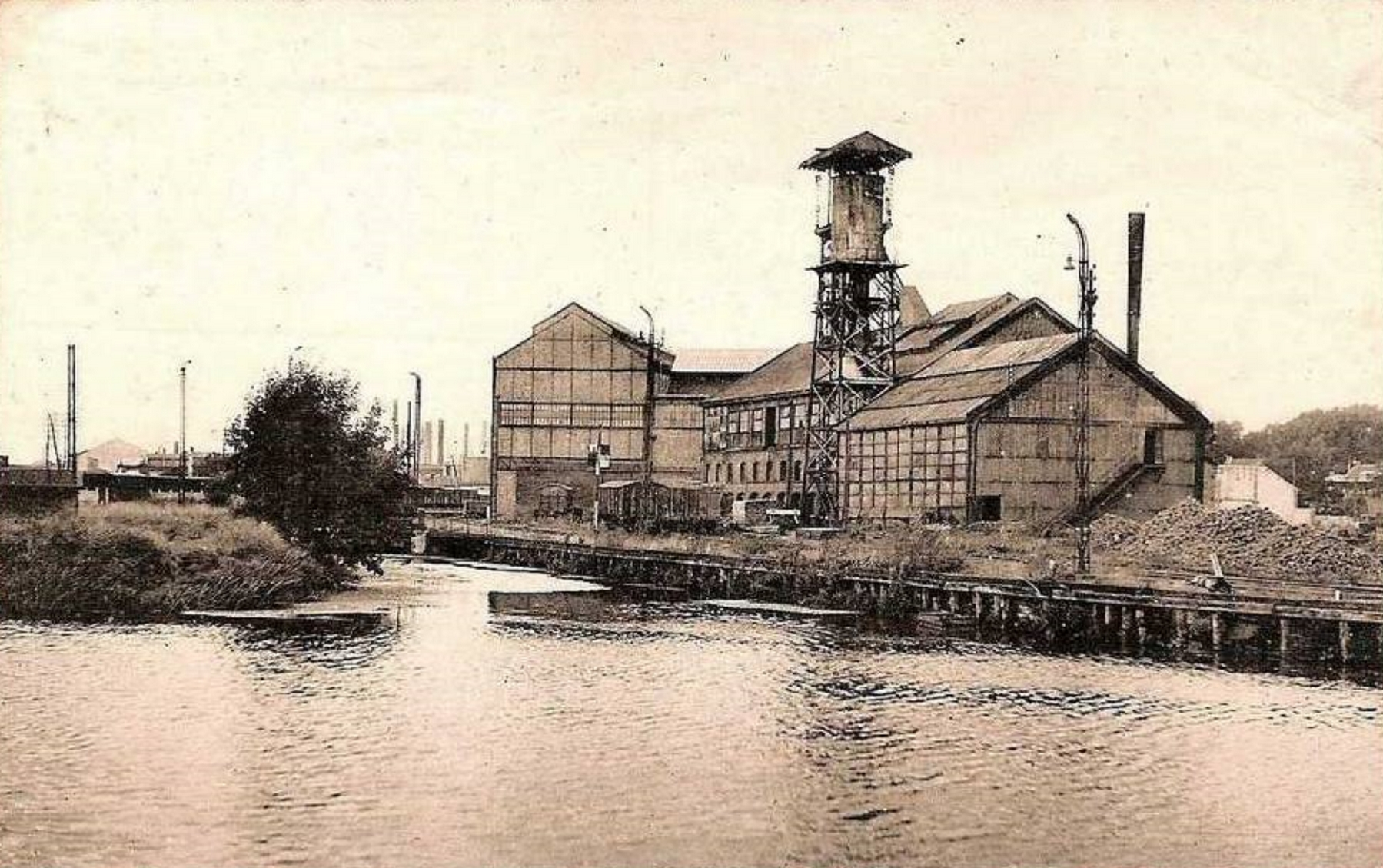
La fosse no 3 reconstruite, la gare d'eau, aujourd'hui disparue, est bien visible.
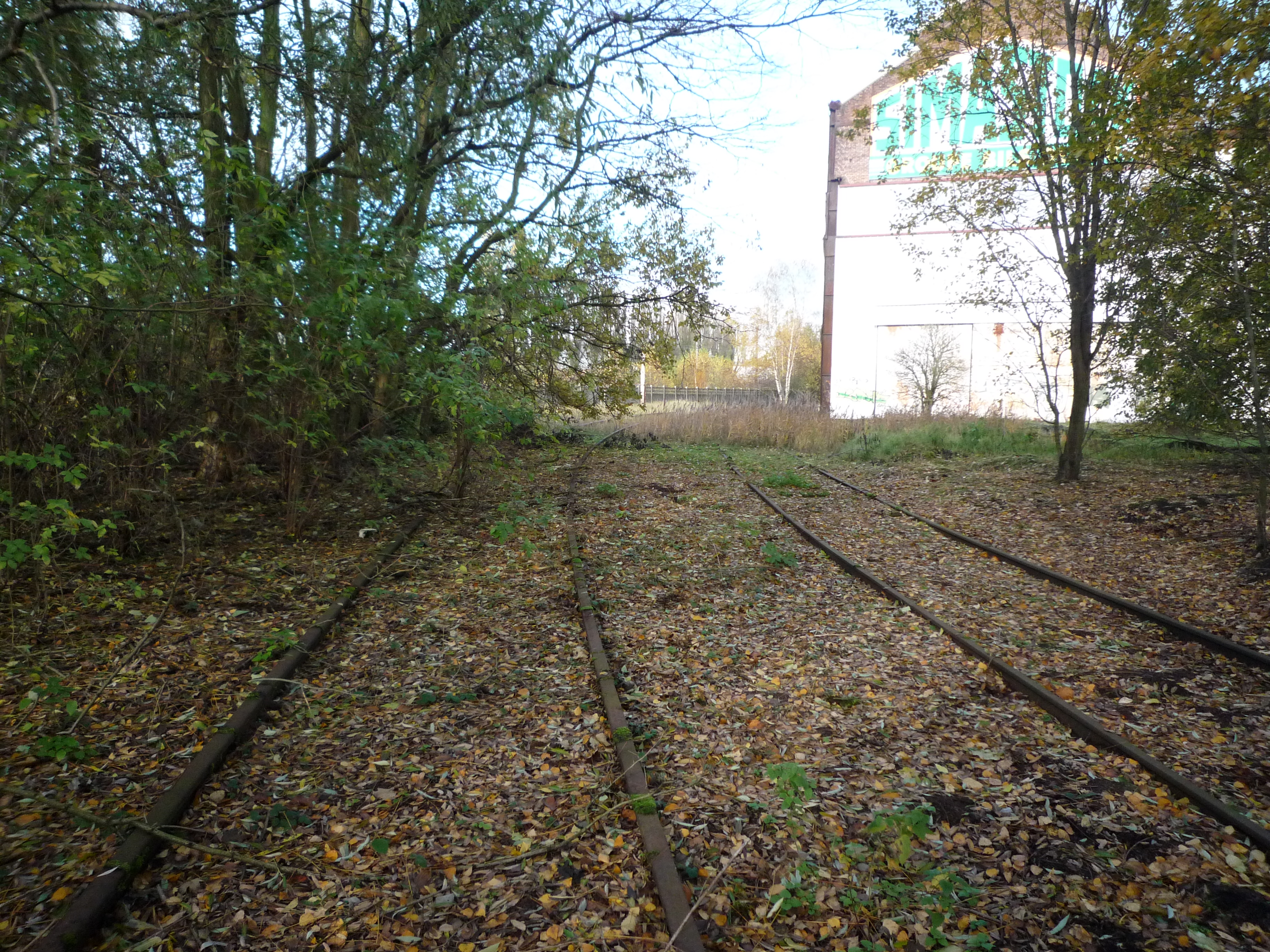
Des vestiges de l'ancien réseau ferroviaire de la Compagnie.

## L'église Sainte-Barbe
50° 23′ 59″ N, 3° 05′ 19″ E

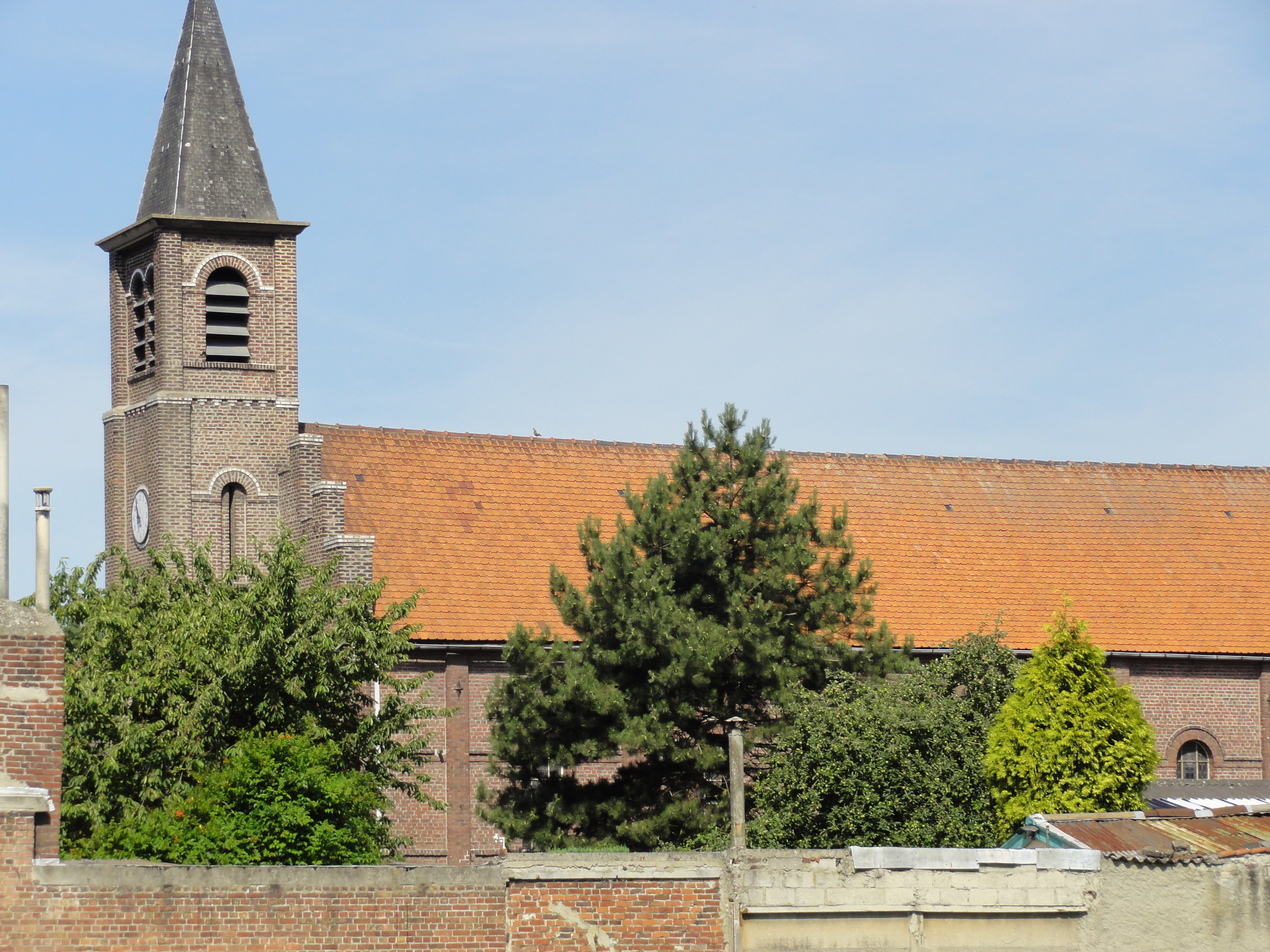
L'église Sainte-Barbe.

La Compagnie a construit l'église Sainte Barbe à proximité de la fosse.